# Ramadan Sobhi
Ramadan Sobhi (Caïro, 27 juni 1997) is een Egyptisch voetballer die doorgaans speelt als linksbuiten. In september 2020 verruilde hij Huddersfield Town voor Pyramids. Sobhi maakte in 2015 zijn debuut in het Egyptisch voetbalelftal.

## Clubcarrière
Sobhi speelde in de jeugdopleiding van Al-Ahly. In 2014 maakte hij de overstap van de jeugd naar het eerste elftal, op zeventienjarige leeftijd. Zijn debuut maakte de linksbuiten op 6 februari 2014, toen met 1–0 gewonnen werd van Ghazl El Mahalla. Een half uur voor het einde van de wedstrijd kwam hij als invaller binnen de lijnen. In zijn derde wedstrijd voor Al-Ahly, op bezoek bij Misr Lel-Makkasa, werd met 0–3 gewonnen. Tijdens dat duel tekende Sobhi in de zevenenvijftigste minuut voor de derde treffer van zijn club. Vanaf het seizoen 2014/15 kwam hij steeds meer in actie voor Al-Ahly.
Sobhi tekende in juli 2016 een contract bij Stoke City, de nummer negen van Engeland in het voorgaande seizoen. Dat betaalde een bedrag oplopend tot maximaal zes miljoen euro voor hem aan Al-Ahly. Voor afgaande aan het seizoen 2017/18 kreeg de Egyptenaar een vernieuwde verbintenis bij Stoke, tot medio 2022. Een jaar later verkaste Sobhi voor circa zesenhalf miljoen euro naar Huddersfield Town, waar hij zijn handtekening zette onder een verbintenis voor de duur van drie seizoenen, met een optie op een jaar extra. Een halfjaar en vier competitieoptredens later werd hij voor het restant van het seizoen op huurbasis gestald bij zijn oude club Al-Ahly. Deze verhuurperiode werd in juli 2019 met een seizoen verlengd. In de zomer van 2020 keerde Sobhi definitief terug naar Egypte, waar Pyramids voor vijf miljoen euro zijn nieuwe club werd.

## Clubstatistieken
| Seizoen | Club              | Competitie     | Competitie | Competitie | Beker | Beker | Internationaal | Internationaal | Totaal | Totaal |
| Seizoen | Club              | Competitie     | Wed.       | Dlp.       | Wed.  | Dlp.  | Wed.           | Dlp.           | Wed.   | Dlp.   |
| ------- | ----------------- | -------------- | ---------- | ---------- | ----- | ----- | -------------- | -------------- | ------ | ------ |
| 2013/14 | Al-Ahly           | Premier League | 6          | 3          | 0     | 0     | 3              | 2              | 9      | 5      |
| 2014/15 | Al-Ahly           | Premier League | 24         | 5          | 4     | 3     | 3              | 0              | 31     | 8      |
| 2015/16 | Al-Ahly           | Premier League | 28         | 5          | 0     | 0     | 6              | 1              | 34     | 6      |
| 2016/17 | Stoke City        | Premier League | 17         | 1          | 2     | 0     | —              | —              | 19     | 1      |
| 2017/18 | Stoke City        | Premier League | 24         | 2          | 3     | 1     | —              | —              | 27     | 3      |
| 2018/19 | Huddersfield Town | Premier League | 4          | 0          | 0     | 0     | —              | —              | 4      | 0      |
| 2018/19 | → Al-Ahly         | Premier League | 16         | 2          | 0     | 0     | 7              | 0              | 23     | 2      |
| 2019/20 | → Al-Ahly         | Premier League | 6          | 4          | 0     | 0     | 2              | 1              | 8      | 5      |
| 2020/21 | Pyramids          | Premier League | 22         | 7          | 1     | 1     | 13             | 3              | 36     | 11     |
| 2021/22 | Pyramids          | Premier League | 23         | 7          | 4     | 1     | 8              | 0              | 35     | 8      |
| 2022/23 | Pyramids          | Premier League | 18         | 7          | 1     | 0     | 10             | 2              | 29     | 9      |
| 2023/24 | Pyramids          | Premier League | 18         | 5          | 2     | 0     | 6              | 0              | 26     | 5      |
| 2024/25 | Pyramids          | Premier League | 9          | 0          | 5     | 1     | 9              | 1              | 23     | 2      |
| Totaal  | Totaal            | Totaal         | 215        | 48         | 22    | 7     | 67             | 10             | 304    | 65     |

Bijgewerkt op 9 april 2025.

## Interlandcarrière
Sobhi maakte zijn debuut in het Egyptisch voetbalelftal, toen dat team op 14 juni 2015 in een kwalificatiewedstrijd voor het Afrikaans kampioenschap 2017 met 3–0 van Tanzania won. De vleugelaanvaller moest van bondscoach Héctor Cúper op de bank beginnen. Na 67 minuten spelen viel hij in voor Kahraba. Tijdens zijn eerste optreden was Sobhi zeventien jaar, elf maanden en achttien dagen oud. Hiermee werd hij de op-een-na jongste speler ooit in het nationale team, achter Mido. Tijdens zijn zesde interland tekende Sobhi voor zijn eerste doelpunt voor Egypte. Tegen Nigeria was hij verantwoordelijk voor de enige treffer in het duel. Door deze overwinning plaatste Egypte zich voor het eerst sinds de eindoverwinning in 2010 voor de eindronde.
| Interlands van Ramadan Sobhi voor Egypte | Interlands van Ramadan Sobhi voor Egypte | Interlands van Ramadan Sobhi voor Egypte | Interlands van Ramadan Sobhi voor Egypte | Interlands van Ramadan Sobhi voor Egypte | Interlands van Ramadan Sobhi voor Egypte |
| №                                        | Datum                                    | Wedstrijd                                | Uitslag                                  | Competitie                               | Goals                                    |
| Als speler bij Al-Ahly                   | Als speler bij Al-Ahly                   | Als speler bij Al-Ahly                   | Als speler bij Al-Ahly                   | Als speler bij Al-Ahly                   | Als speler bij Al-Ahly                   |
| ---------------------------------------- | ---------------------------------------- | ---------------------------------------- | ---------------------------------------- | ---------------------------------------- | ---------------------------------------- |
| 1                                        | 14 juni 2015                             | Egypte – Tanzania                        | 3 – 0                                    | AK 2017 kwalificatie                     |                                          |
| 2                                        | 6 september 2015                         | Tsjaad – Egypte                          | 1 – 5                                    | AK 2017 kwalificatie                     |                                          |
| 3                                        | 27 januari 2016                          | Egypte – Jordanië                        | 0 – 1                                    | Vriendschappelijk                        |                                          |
| 4                                        | 27 februari 2016                         | Egypte – Burkina Faso                    | 2 – 0                                    | Vriendschappelijk                        |                                          |
| 5                                        | 25 maart 2016                            | Nigeria – Egypte                         | 1 – 1                                    | AK 2017 kwalificatie                     |                                          |
| 6                                        | 29 maart 2016                            | Egypte – Nigeria                         | 1 – 0                                    | AK 2017 kwalificatie                     | 65'                                      |
| Als speler bij Stoke City                |                                          |                                          |                                          |                                          |                                          |
| 7                                        | 30 augustus 2016                         | Egypte – Guinee                          | 1 – 1                                    | Vriendschappelijk                        |                                          |
| 8                                        | 6 september 2016                         | Zuid-Afrika – Egypte                     | 1 – 0                                    | Vriendschappelijk                        |                                          |
| 9                                        | 9 oktober 2016                           | Congo-Brazzaville – Egypte               | 1 – 2                                    | WK 2018 kwalificatie                     |                                          |
| 10                                       | 13 november 2016                         | Egypte – Ghana                           | 2 – 0                                    | WK 2018 kwalificatie                     |                                          |
| 11                                       | 8 januari 2017                           | Egypte – Tunesië                         | 1 – 0                                    | Vriendschappelijk                        |                                          |
| 12                                       | 17 januari 2017                          | Mali – Egypte                            | 0 – 0                                    | AK 2017                                  |                                          |
| 13                                       | 21 januari 2017                          | Egypte – Oeganda                         | 1 – 0                                    | AK 2017                                  |                                          |
| 14                                       | 1 februari 2017                          | Burkina Faso – Egypte                    | 1 – 1 (3 – 4 n.s.)                       | AK 2017                                  |                                          |
| 15                                       | 5 februari 2017                          | Egypte – Kameroen                        | 1 – 2                                    | AK 2017                                  |                                          |
| 16                                       | 28 maart 2017                            | Egypte – Togo                            | 3 – 0                                    | Vriendschappelijk                        |                                          |
| 17                                       | 12 juni 2017                             | Tunesië – Egypte                         | 1 – 0                                    | AK 2019 kwalificatie                     |                                          |
| 18                                       | 31 augustus 2017                         | Oeganda – Egypte                         | 1 – 0                                    | WK 2018 kwalificatie                     |                                          |
| 19                                       | 5 september 2017                         | Egypte – Oeganda                         | 1 – 0                                    | WK 2018 kwalificatie                     |                                          |
| 20                                       | 8 oktober 2017                           | Egypte – Congo-Brazzaville               | 2 – 1                                    | WK 2018 kwalificatie                     |                                          |
| 21                                       | 12 november 2017                         | Ghana – Egypte                           | 1 – 1                                    | WK 2018 kwalificatie                     |                                          |
| 22                                       | 27 maart 2018                            | Egypte – Griekenland                     | 0 – 1                                    | Vriendschappelijk                        |                                          |
| 23                                       | 25 mei 2018                              | Koeweit – Egypte                         | 1 – 1                                    | Vriendschappelijk                        |                                          |
| 24                                       | 1 juni 2018                              | Egypte – Colombia                        | 0 – 0                                    | Vriendschappelijk                        |                                          |
| 25                                       | 6 juni 2018                              | België – Egypte                          | 3 – 0                                    | Vriendschappelijk                        |                                          |
| 26                                       | 15 juni 2018                             | Egypte – Uruguay                         | 0 – 1                                    | WK 2018                                  |                                          |
| 27                                       | 19 juni 2018                             | Rusland – Egypte                         | 3 – 1                                    | WK 2018                                  |                                          |
| 28                                       | 25 juni 2018                             | Saoedi-Arabië – Egypte                   | 2 – 1                                    | WK 2018                                  |                                          |
| Als speler bij Pyramids                  |                                          |                                          |                                          |                                          |                                          |
| 29                                       | 14 november 2020                         | Egypte – Togo                            | 1 – 0                                    | AK 2021 kwalificatie                     |                                          |
| 30                                       | 17 november 2020                         | Togo – Egypte                            | 1 – 3                                    | AK 2021 kwalificatie                     |                                          |
| 31                                       | 1 september 2021                         | Egypte – Angola                          | 1 – 0                                    | WK 2022 kwalificatie                     |                                          |
| 32                                       | 30 september 2021                        | Egypte – Libanon                         | 2 – 0                                    | Vriendschappelijk                        |                                          |
| 33                                       | 8 oktober 2021                           | Egypte – Libië                           | 1 – 0                                    | WK 2022 kwalificatie                     |                                          |
| 34                                       | 11 oktober 2021                          | Libië – Egypte                           | 0 – 3                                    | WK 2022 kwalificatie                     | 71'                                      |
| 35                                       | 11 januari 2022                          | Nigeria – Egypte                         | 1 – 0                                    | AK 2021                                  |                                          |
| 36                                       | 30 januari 2022                          | Egypte – Marokko                         | 2 – 1 n.v.                               | AK 2021                                  |                                          |
| 37                                       | 3 februari 2022                          | Kameroen – Egypte                        | 0 – 0 (1 – 3 n.s.)                       | AK 2021                                  |                                          |

Bijgewerkt op 9 april 2025.

## Erelijst
| Premier League        | 4 | 2013/14, 2015/16, 2018/19, 2019/20 |
| Egyptische supercup   | 3 | 2014, 2015, 2018                   |
| CAF Confederation Cup | 1 | 2014                               |